# Hochschule für angewandte Wissenschaften Staatliche Hipolit-Cegielski-Hochschule in Gniezno

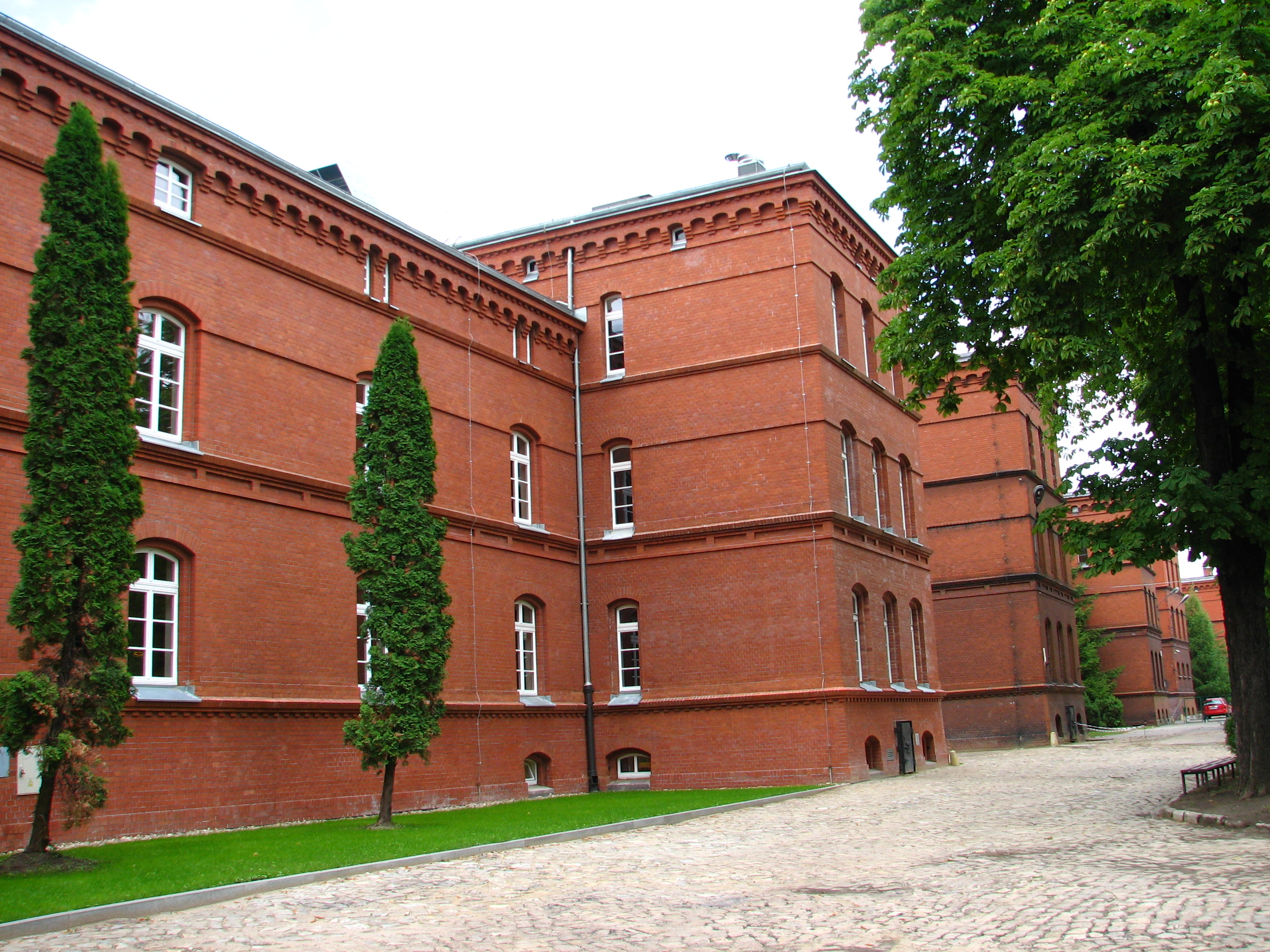
Hochschule für angewandte Wissenschaften Staatliche Hipolit-Cegielski-Hochschule in Gniezno

Die Hochschule für angewandte Wissenschaften Staatliche Hipolit-Cegielski-Hochschule in Gniezno (polnisch Akademia Nauk Stosowanych im. Hipolita Cegielskiego w Gnieźnie Uczelnia Państwowa) ist eine öffentliche Berufshochschule, die am 1. Juli 2004 in Gniezno auf der Grundlage der Verordnung des Ministerrates vom 22. Juni 2004 (Gesetzblatt Nr. 150, Pos. 1572) gegründet wurde. Früher war es die Staatliche Hochschule für Berufsausbildung in Gniezno.

## Studienrichtungen
Derzeit bietet die Schule die Möglichkeit, in sieben Studienrichtungen zu studieren:
- Physiotherapie – einheitliches Masterstudium
- Krankenpflege – Bachelorstudium (1. Grad)
- Krankenpflege – Masterstudium (2. Grad)
- Informatik – Bachelorstudium (Ingenieur)
- Management und Produktionsingenieurwesen – Bachelorstudium (Ingenieur)
- Transport und Logistik – Bachelorstudium (Ingenieur)
- Sicherheitsanalyse – Bachelorstudium (Ingenieur)
- Innere Sicherheit – Bachelorstudium (1. Grad)